# Mary Strand
"Mary Strand" är en visa av Evert Taube, först publicerad med titeln "Ballad i form av en vals till ägarinnan av tobakshandeln Tiger Brand i North Shields Miss Mary Strand" i Svenska Dagbladets julbilaga 23 december 1951 och senare i vissamlingen I dina drömmar 1953.
Som ursprungstiteln indikerar går visan i tretakt. Texten utspelar sig i North Shields i England och beskriver hur Mary Strand, ägarinna till "cigarrschappet Tiger Brand i Dock Street på vänster hand", gömmer en ung sjöman undan polisen. Möjligen är texten inspirerad av en episod under Taubes korta tid till sjöss när han 1909 rymde från sin tjänst på Ångaren Australic och fann sig i hamnstaden Tynemouth utan nödvändiga handlingar.
Taube framförde ofta visan under 1950-talet. Han spelade också in den som en duett med Brita Borg. En version av kompositörens son Sven-Bertil Taube finns på skivan Caballero! Visor och ballader av Evert Taube från 1975. 